# Dolma (prénom tibétain)
Dolma tibétain : སྒྲོལ་མ, Wylie : sgrol ma est un nom personnel tibétain, généralement féminin, signifiant salvatrice/salvateur ou libératrice/libérateur, et correspondant au sanskrit Tara, porté notamment par :
- Lobsang Dolma Khangkar (1934-1989), femme médecin tibétaine ;
- Kalsang Dolma (1972-), interprète, musicienne et documentariste québécoise d'origine tibétaine ;
- Dolma Kyab (1976-),  professeur d'histoire et écrivain tibétain ;
- Tsering Dolma (1919-1964), personnalité féminine tibétaine ;
- Tseten Dolma, (1937-) chanteuse tibétaine ;
- Dolma Tsering Teykhang, (1956-) femme politique tibétaine ;
- Ani Chöying Drolma, (1971-), nonne du bouddhisme tibétain et chanteuse tibétaine ;
- Alan Dawa Dolma (1987-), chanteuse tibétaine ;
- Dolma Gyari (1964-), femme politique tibétaine ;
- Sonam Dolma Brauen (1953-), une femme peintre tibétaine ;
- Rinchen Dolma Taring (1910-2000), écrivaine tibétaine ;
- Dolma Yangchen (1959-), présidente de l’Association des femmes tibétaines en exil.
- Tenzing Dolma (1970-), présidente de l'association des femmes tibétaines.